# Konstantin Vaginov

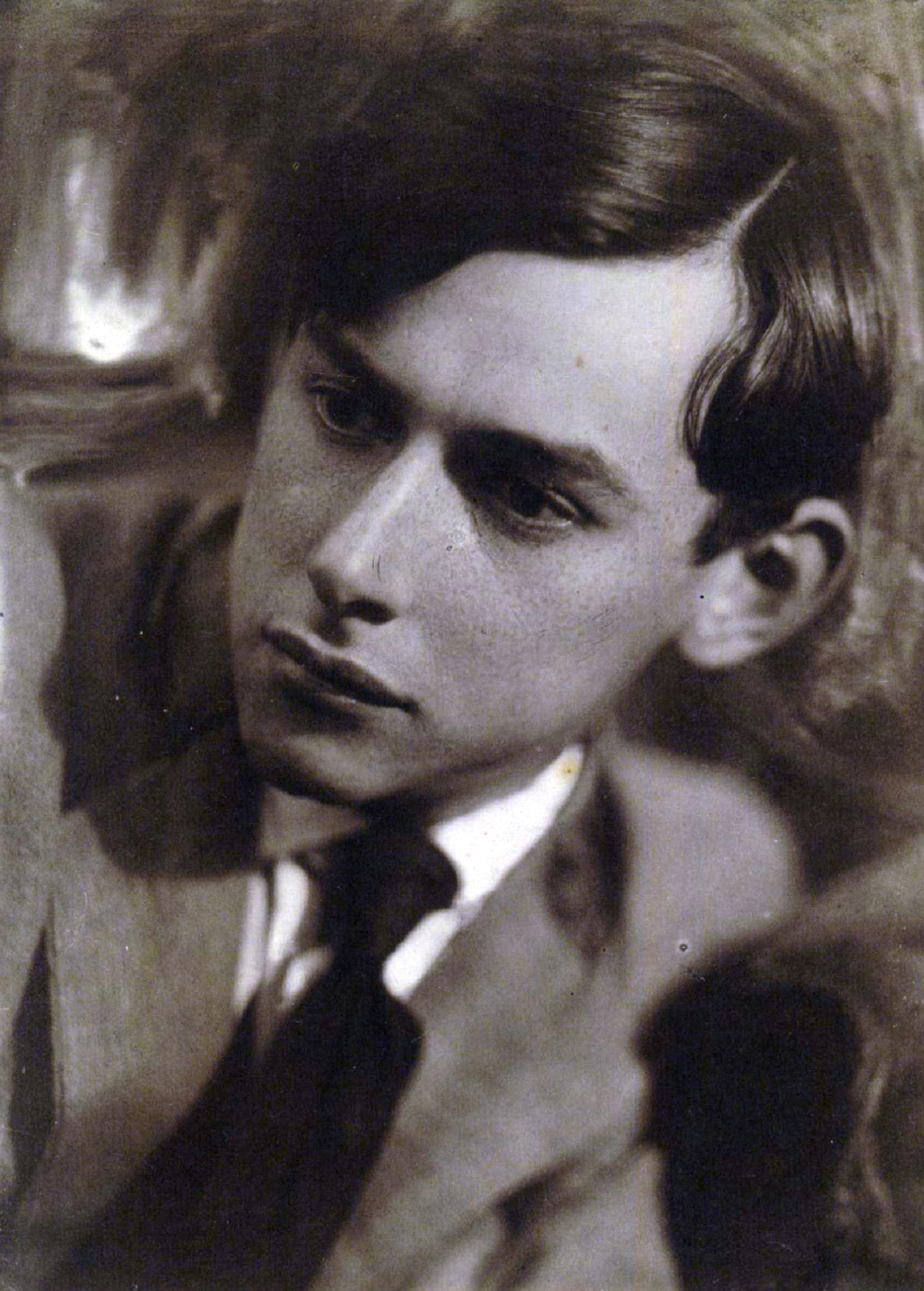
Konstantin Vaginov

Konstantin Konstantinovitsj Vaginov (Russisch: Константин Константинович Вагинов), geboren Wagenheim (Russisch: Вагенгейм) (Sint-Petersburg, 16 april 1899 – aldaar, 26 april 1934) was een Russisch schrijver en dichter.

## Leven en werk
Geboren als zoon van een hoge politieofficier met Duitse voorouders veranderde de jonge Konstantin tijdens de Eerste Wereldoorlog zijn naam van Wagenheim in Vaginov. Conform de wens van zijn vader studeerde hij rechten, tijdens de Russische Burgeroorlog vocht hij vervolgens aan de zijde van de Roden aan het Poolse front, om na zijn terugkeer in Sint-Petersburg zijn studie te vervolgen aan de Academie voor Kunst. Na de Russische Revolutie kwam hij in contact met de acmeïsten en sloot hij zich aan bij het 'Gilde van Dichters', opgericht door Nikolaj Goemiljov, die in 1921 na vage beschuldigingen van contrarevolutionair gedrag werd geëxecuteerd. In die periode leerde hij ook de schrijfster Aleksandra Fedorova kennen, met wie hij in 1926 trouwde.
Vaginov maakte zijn literaire debuut in 1921 met zijn eerste poëziebundel Reis naar de chaos, welke nog sterk onder invloed stond van het acmeïsme en het symbolisme, veelvuldig gebruikmakend van allusies en klassiek-mystieke elementen. In 1927 trok hij de aandacht met zijn roman Kozlinaya Pesn' (letterlijk "Geitenlied," in het Engels vertaald als "Satyr Chorus"), over een intellectuele groep rondom de filosoof en literatuurcriticus Michail Bachtin; in dit boek onderzoekt hij op originele wijze de rol van de kritiek en de literatuur in de maatschappij.
Eind jaren twintig sloot Vaginov zich korte tijd aan bij de door Daniil Charms, Alexander Vvedensky en Nikolaj Zabolotski opgerichte literaire beweging ‘OBERIU’, 'vereniging voor reële kunst', die vooral absurdistische werken maakte en bekendstond om haar literaire avonden. In deze periode neigde het werk van Vaginov steeds meer richting het surrealisme, ‘de wegwerpmythologie van alledag’. Sporen daarvan zijn terug te vinden in zijn late gedichten alsook in zijn romans "Werken en dagen van Svistinov" (1929) en "Bambocciada" (1931).
Vaginov stond niet op goede voet met de Bolsjewieken. Hij vergeleek de overwinning van de Bolsjewieken met die van de barbaren op Rome. Materiaal dat hij verzamelde voor een grootse, nooit voltooide roman over de Russische Revolutie van 1905 werd na zijn dood (hij stierf in 1934 aan tbc) door de autoriteiten geconfisqueerd. Pas in de jaren negentig volgde een zekere herwaardering en verschenen onder meer een aantal nieuwe Engelse vertalingen van zijn werk.

## Trivia
- Vaginov was een verwoed verzamelaar, vooral van antiquarische boeken, maar ook van munten, snoepwikkels, sigarettenpakjes etc. Ook veel van zijn romankarakters zijn verzamelaars.